# Франце Кідрич
Франце Кідрич (словен. France Kidrič; 23 березня 1880, Ратанська Вас, Австро-Угорщина (нині громада Рогашка-Слатина, Словенія) — 11 квітня 1950, Любляна
, Соціалістична Республіка Словенія) — словенський історик літератури, літературознавець, прешеренознавець, теоретик і есеїст, педагог. Ректор Люблінського університету. Доктор філософських наук. Професор. Академік. Голова Словенської академії наук і мистецтв (1945—1950).

## Біографія
До 1906 року вивчав славістику та філософію у Віденському університеті, там само захистив докторську дисертацію. З 1908 р. працював бібліотекарем.
Займався історією літератури. У 1919 році розпочав дискусію про роботу П. Трубара «Церква Орднинга» (Cerkovna ordninga), в якій автор підняв питання про євангельське учення і християнську церкву.
До початку Першої світової війни Кідрич жив і працював у Відні. З 1910 року читав лекції зі славістики у Віденському університеті.
У 1920 році повернувся до Словенії, де почав роботу в якості професора стародавньої словенської літератури в Люблянському університеті. З 1925 року читав також лекції з порівняльної літератури. Тричі був деканом філософського факультету, у 1923/24 р. — ректор Університету Любляни.
У 1921 році був одним із засновників Наукового гуманітарного товариства в Любляні, а в 1938 році — Словенської академії наук і мистецтв.
Під час Другої світової війни був одним з організаторів в університеті осередку Визвольного фронту Словенії, за що зазнав переслідувань, сидів у тюрмах, втік за кордон. Після закінчення війни повернувся в Любляну.
У 1945—1950 — президент Словенської академії наук і мистецтв.
Дійсний член Сербської академії наук і мистецтв (з 1947). У 1948 році через хворобу залишив викладацьку діяльність.
Працював директором Інституту літератури при академії (нині Інститут словенської літератури та літературознавства).
Похований на кладовищі Жале (Любляна).

## Наукова діяльність
Займався вивченням давньої словенської літератури і поезії Франце Прешерена і Станко Враза, а також історії словенського протестантизму. Його робота відрізнялася лаконічністю й гарним знанням закордонних джерел.
Ф. Кідрич вважається першим прешеренознавцем Словенії, одним із засновників наукової історії літератури в країні, концептуально і методологічно вплинув на багато поколінь студентів і фахівців, творець наукової школи.
Автор близько 400 статей, переважно в галузі художньої і наукової творчості в Словенії.

## Нагороди
- Премія імені Франце Прешерена (1950)

## Вибрана бібліографія
- Revizija glagolskih cerkvenih knjig (1906)
- Die protestanische Kirchenordnung der Slovenen im 16. Jahrhundert (1919)
- Zgodovina slovenskega slovstva od začetkov do Zoisove smrti (1938)
- Bibliografski uvod v zgodovino reformacijske književnosti (1927)
- Zgodovina slovenskega slovstva (у 4 т., 1929—1938)
- Dobrovský in slovenski preporod njegove dobe (1930)
- Korespondenca Janeza Nepomuka Primca (1934)
- Prešeren I. Pesnitve — pisma (1936)
- Prešeren 1800—1838. Življenje pesnika in pesmi (1938)
- Zoisova korespondenca I—II (1939—1941)
- Korytkova smrt in ostalina (1947)
- Prešernov album (1950)
- Darko Dolinar, ur. Izbrani spisi (3 т.)